# دریز
دریز (به فرانسوی: Draize) یک کمون در فرانسه است که در Canton of Chaumont-Porcien واقع شده‌است.

## خصوصیات
دریز ۶٫۷۹ کیلومترمربع مساحت و ۱۰۲ نفر جمعیت دارد و ۱۳۰ متر بالاتر از سطح دریا واقع شده‌است.